# Liolaemus fabiani
Liolaemus fabiani är en ödleart som beskrevs av  Núñez och YÁÑEZ 1983. Liolaemus fabiani ingår i släktet Liolaemus och familjen Liolaemidae. Inga underarter finns listade i Catalogue of Life.
Arten förekommer i Sydamerika i nordöstra Chile. Den lever i torra landskap i Anderna mellan 2300 och 3000 meter över havet. Liolaemus fabiani hittas ofta vid saltsjöar. Den har främst insekter som föda och honan lägger inga ägg utan föder levande ungar. Exemplaren kan troligtvis inte leva utanför sitt habitat.
Beståndet hotas av landskapsförändringar, bland annat genom turism, och av gruvdrift. Liolaemus fabiani är mycket känslig för vattenföroreningar. Alla revir tillsammans är maximal 2 600 km² stora. IUCN listar arten som starkt hotad (EN).